# Aleksandr Achiun
Aleksandr Achiun (ros. Александр Ахюн, ur. 24 czerwca 1892 w Hacıkənd) – rosyjski gimnastyk, olimpijczyk.
Uczestniczył w rywalizacji na V Igrzyskach olimpijskich rozgrywanych w Sztokholmie w 1912 roku. Startował tam w jednej konkurencji gimnastycznej – w wieloboju indywidualnym. W łącznej klasyfikacji zajął drugie wśród zawodników rosyjskich, trzydzieste dziewiąte miejsce, zdobywając 87,75 punktu.